# Союз композиторов Армении
Союз композиторов Армении ― неправительственная организация, которая объединяет профессиональных композиторов и музыковедов  Армении, поддерживает их творческую деятельность. В доме композиторов под руководством союза организуются встречи, концерты-обсуждения новых произведений и другие мероприятия. Союз был основан в 1932 году в Ереване. Арам Сатьян является президентом Союза композиторов Армении.
Здание Союза композиторов Армении было построено в 1955-1956 годах по проекту Ашота Казаряна, Марка Григоряна, Эдуарда Алтуняна, Эдуарда Сарапяна. Здание включено в список памятников истории и культуры административного района Кентрон города Ереван.

## Галерея

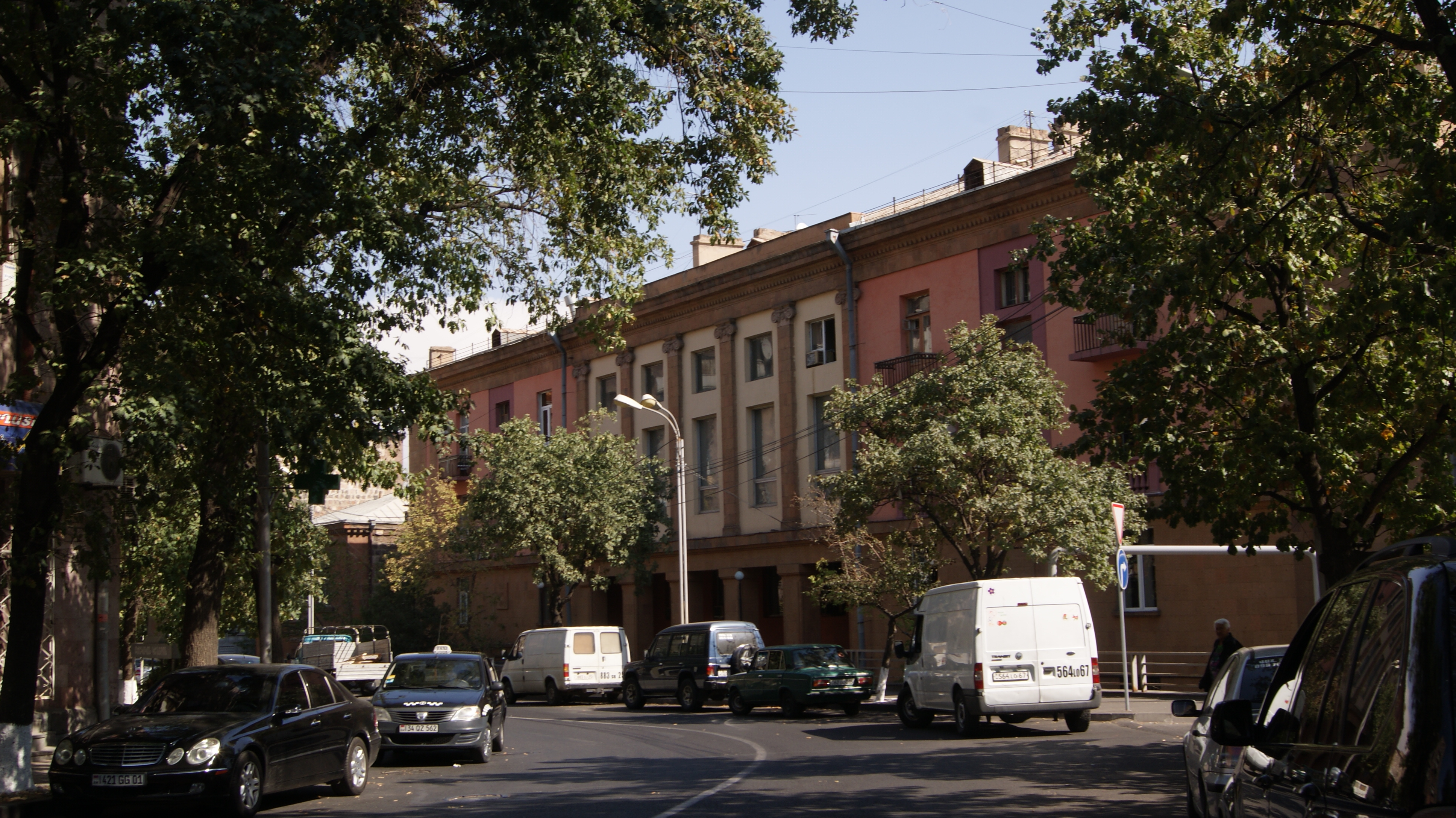
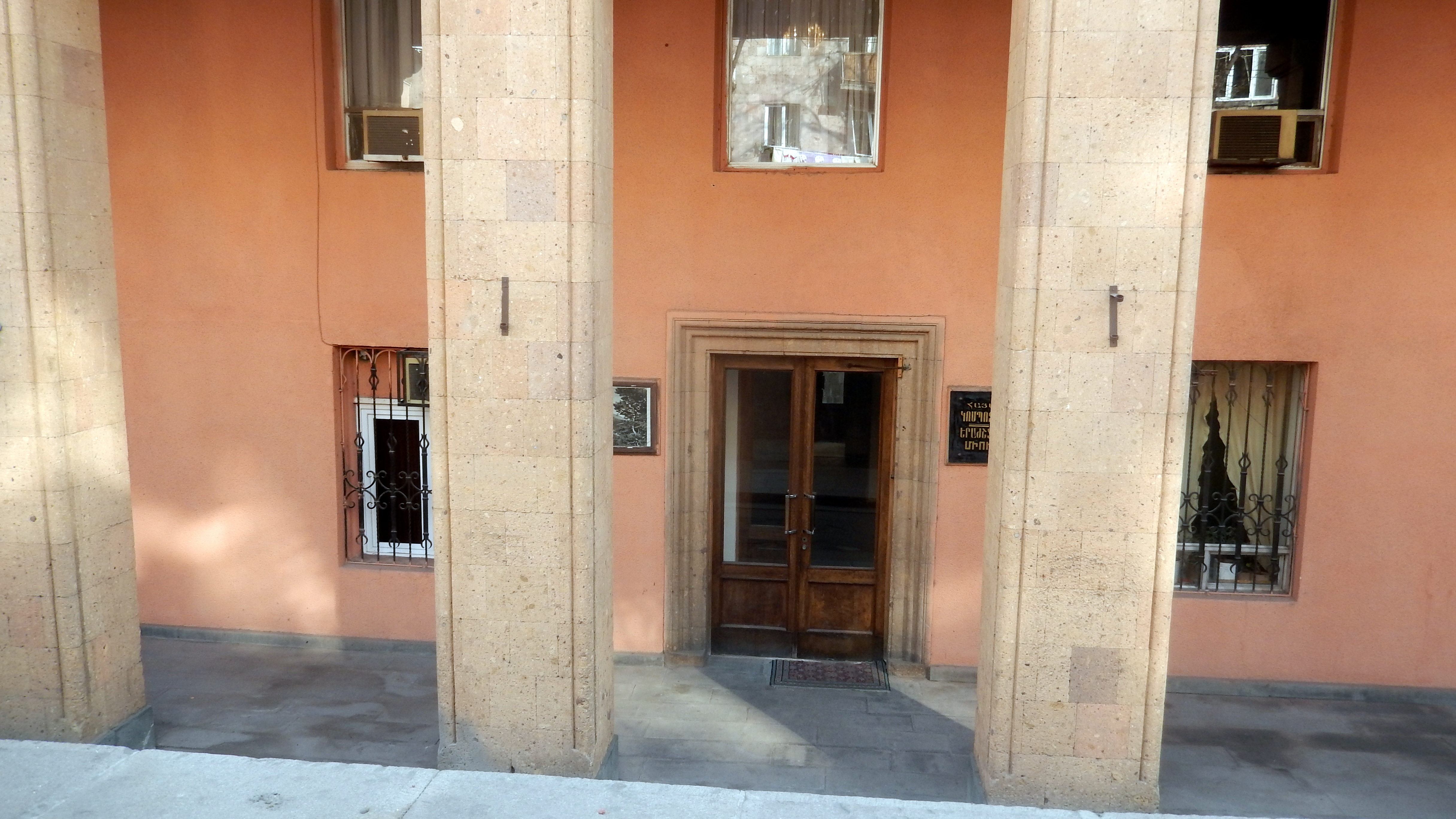
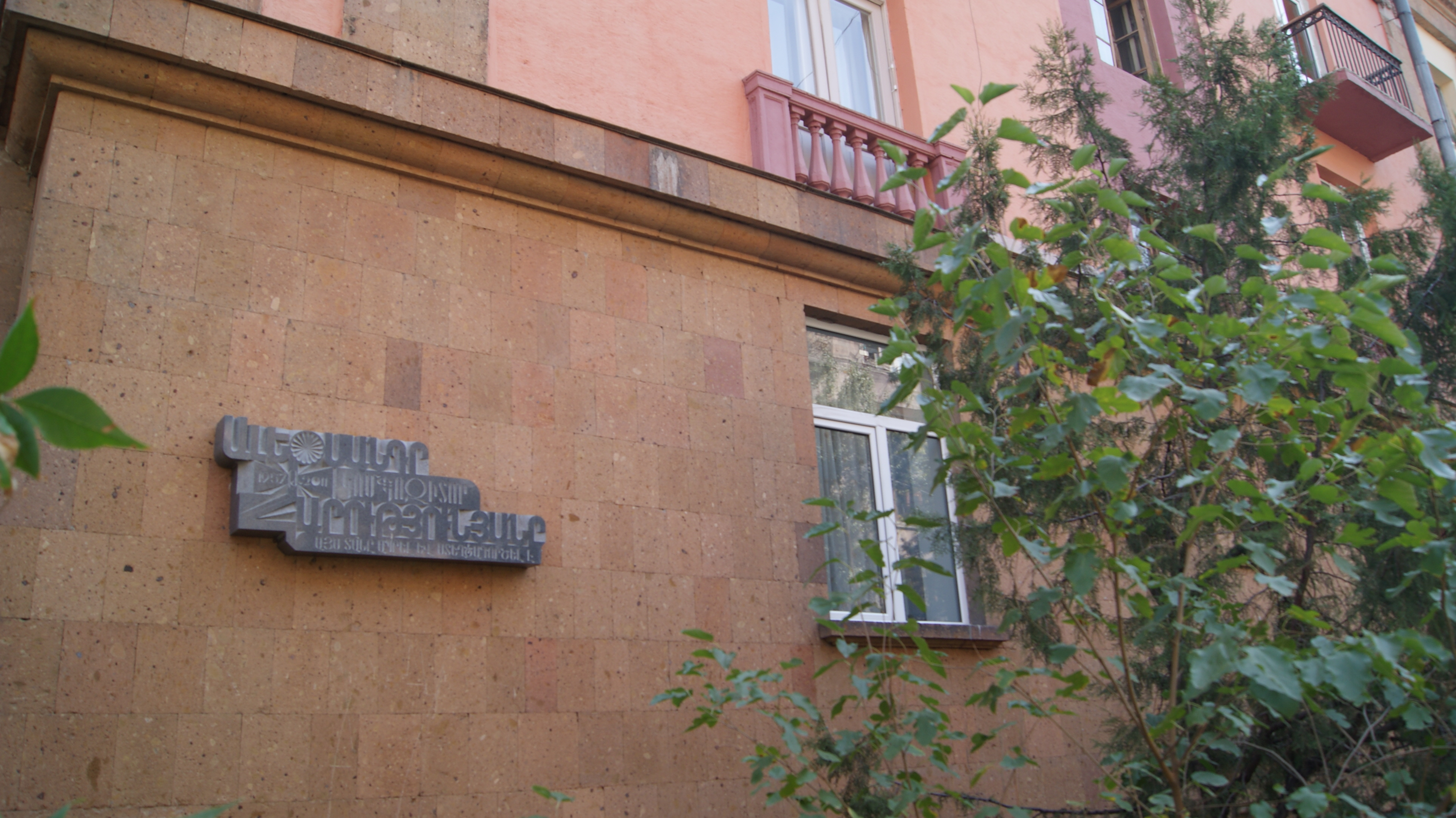
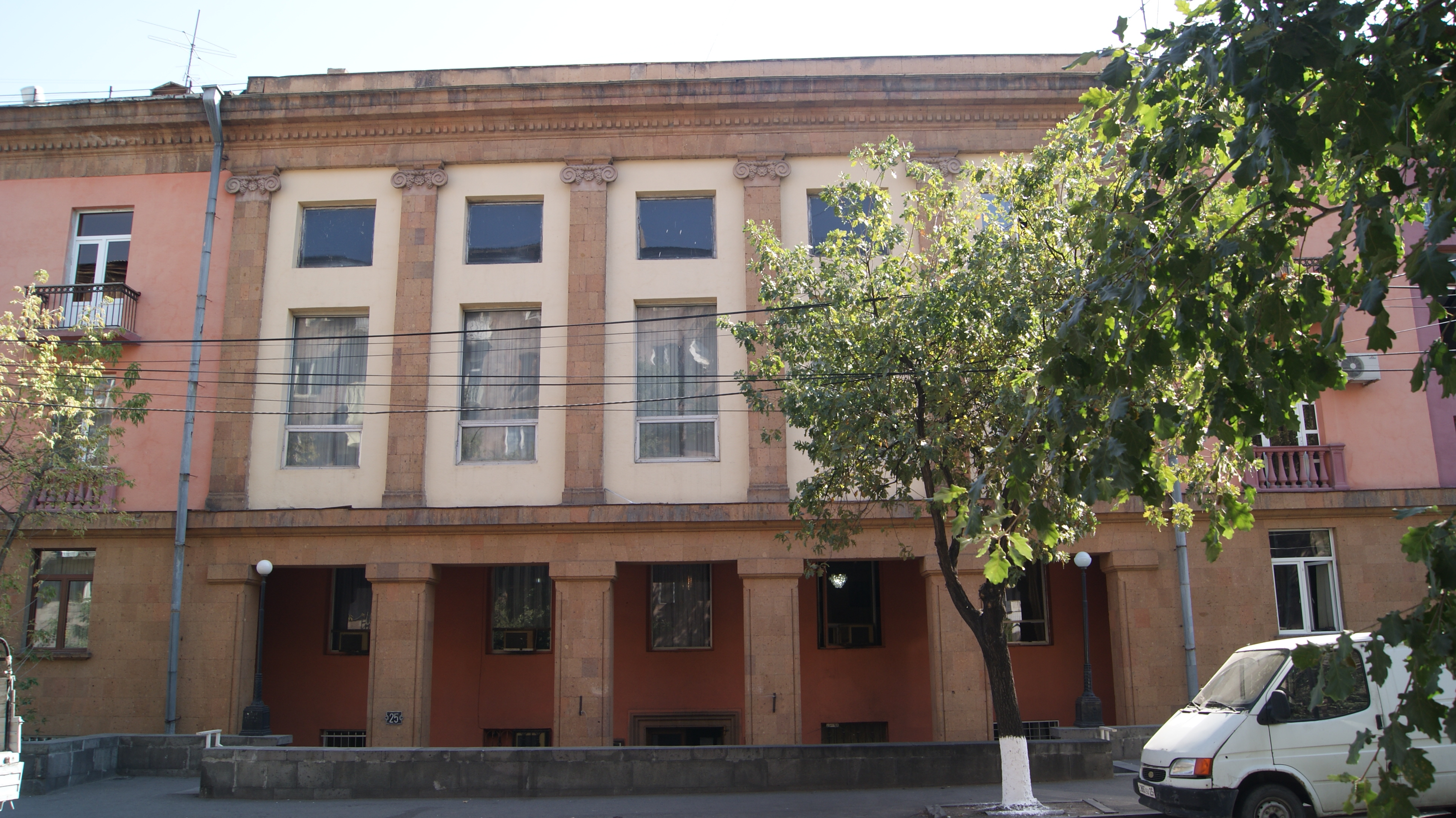

| Предварительная версия или ее часть этой статьи взяты из Армянской краткой энциклопедии, материалы которой выпущены под лицензией 3.0 (Creative Commons BY–SA 3.0). |
| --- |